# Meghan Markle, Công tước phu nhân xứ Sussex
Meghan Markle, Công tước phu nhân xứ Sussex (Rachel Meghan Markle; sinh vào ngày 4 tháng 8 năm 1981) là một diễn viên điện ảnh người Mỹ và là con dâu của Charles III.
Cô sinh ra và lớn lên ở Los Angeles, California. Sau khi tốt nghiệp Đại học Northwestern với chuyên môn về kịch nghệ và nghiên cứu quốc tế năm 2003, cô đóng vai phụ trong một số bộ phim truyền hình Mỹ. Từ năm 2011 đến năm 2017, cô đóng vai nhân vật Rachel Zane trong phim truyền hình Suits. Cô còn đóng các vai phụ trong Remember Me và Horrible Bosses. Hai người đã công bố đính hôn vào ngày 27 tháng 11 năm 2017, và họ đã tham dự rất nhiều sự kiện của vương thất Anh trước khi kết hôn vào ngày 19 tháng 5 năm 2018 tại Lâu đài Windsor.
Vào ngày 6 tháng 5 năm 2019, cô đã sinh đứa con trai đầu lòng, Archie Harrison Mountbatten-Windsor, xếp thứ sáu trong thứ tự kế vị ngai vàng.
Năm 2018, tạp chí Time đã chọn Markle là một trong "100 người có ảnh hưởng nhất trên thế giới".

## Tiểu sử
Rachel Meghan Markle sinh ngày 4 tháng 8 năm 1981 tại California, Hoa Kỳ. Mẹ của cô, Doria Loyce Ragland một nhân viên xã hội và người hướng dẫn yoga, sống tại View Park–Windsor Hills, California. Cha cô là Thomas Markle Sr., sống tại Rosarito, Mexico, là một đạo diễn ánh sáng về hưu đã từng giành giải Daytime Emmy. Nghề nghiệp của ông đã khiến con gái Markle thường xuyên ghé thăm trường quay Married... with Children. Mẹ cô là một tín đồ Tin Lành, và cha cô là một tín đồ Anh giáo. Cha mẹ Markle ly dị khi cô mới sáu tuổi. Cô có hai anh chị cùng cha khác mẹ, Thomas Markle Jr và Samantha Grant.
Mô tả tổ tiên của mình, Markle nói: "Cha tôi là người da trắng và mẹ tôi là người Mỹ gốc Phi. Tôi có nửa da đen và nửa da trắng... Tôi đã quyết định chấp nhận điều này và nói tôi là ai, và chia sẻ xuất xứ của tôi. Mẹ cô là hậu duệ của người Mỹ gốc Phi, vốn là nô lệ ở Georgia, và cha cô có nguồn gốc từ người Mỹ gốc Hà Lan, Anh, và Ireland. Trong số các tổ tiên của cha cô có Thuyền trưởng Christopher Hussey, Vua Robert I của Scotland, Sir Philip Wentworth và vợ ông, Mary Clifford, hậu duệ của Vua Edward III của Anh.
Markle lớn lên ở Hollywood. Cô được học tại các trường tư thục, bắt đầu tại Hollywood Little Red Schoolhouse. Ở tuổi 11, chiến dịch thành công của cô để buộc một công ty thay đổi một quảng cáo truyền hình quốc gia mà cô coi là phân biệt giới tính đã được Linda Ellerbee ghi lại trên chương trình Nick News with Linda Ellerbee. Markle đã học tại trường trung học Immaculate Heart, một trường tư thục Công giáo cho nữ sinh tại Los Angeles, mặc dù cô tự nhận mình là theo Kháng Cách. Sau đó, cô theo học Đại học Northwestern, tại đó cô tham gia hội Kappa Kappa Gamma. Ngoài việc nghiên cứu các nhà soạn kịch người Mỹ gốc Phi và nói chuyện với giáo sư của mình về ý nghĩa của việc là con lai, cô đã tham gia vào các dự án dịch vụ cộng đồng và từ thiện. Cô tốt nghiệp Đại học Northwestern năm 2003 với bằng cử nhân chuyên ngành kép về sân khấu và nghiên cứu quốc tế. Cô cũng từng thực tập tại đại sứ quán Mỹ ở Buenos Aires, Argentina, và học một học kỳ ở Madrid.

## Sự nghiệp

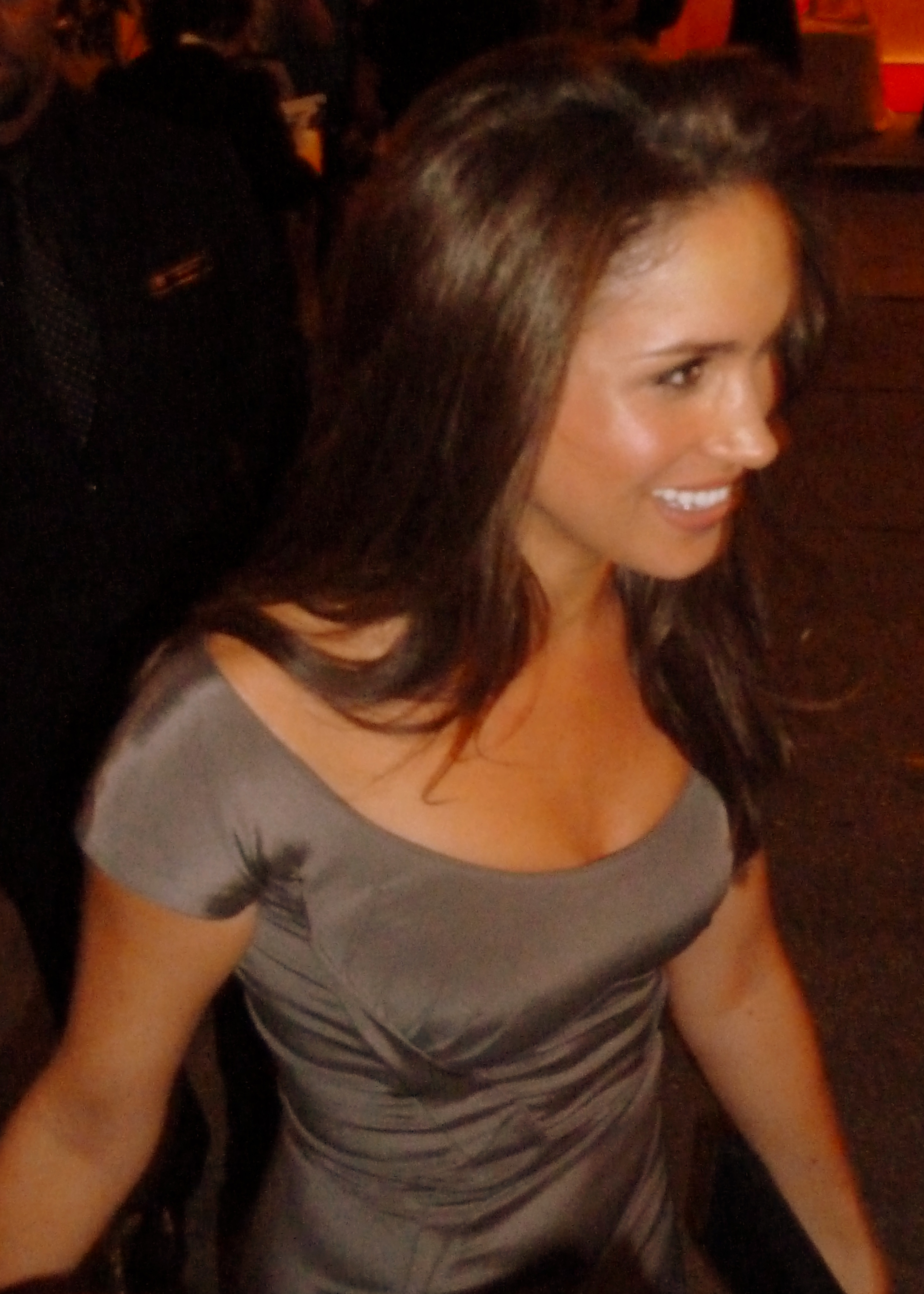
Markle tại Liên hoan phim quốc tế Toronto 2012

Markle đã làm việc như một người viết thư pháp tự do để kiếm thêm tiền cho cuộc sống giữa các vai diễn trong giai đoạn ban đầu. Sự xuất hiện đầu tiên của cô trên màn ảnh là một vai phụ y tá trong một tập phim của phim opera xà phòng General Hospital. Trong sự nghiệp ban đầu của mình, Markle có các vai khách mời trên show truyền hình Century City (2004), The War at Home (2006), và CSI: NY (2006). Cô cũng đã thực hiện một số công việc diễn xuất và làm mẫu hợp đồng, bao gồm cả một thời gian ngắn như một "cô gái mang cặp" trên chương trình trò chơi của Mỹ, Deal or No Deal. Cô xuất hiện trong loạt phim của Fox, Fringe, trong vai thám tử học việc Amy Jessup trong hai tập đầu tiên của mùa thứ hai. Markle gặp khó khăn khi tìm vai diễn trong sự nghiệp ban đầu của mình. Vào năm 2015, cô viết: "Tôi không đủ đen cho những vai diễn da đen và tôi không đủ trắng cho những vai diễn da trắng, khiến tôi phải ở một nơi nào đó ở giữa như là một con tắc kè hoa không có việc làm."

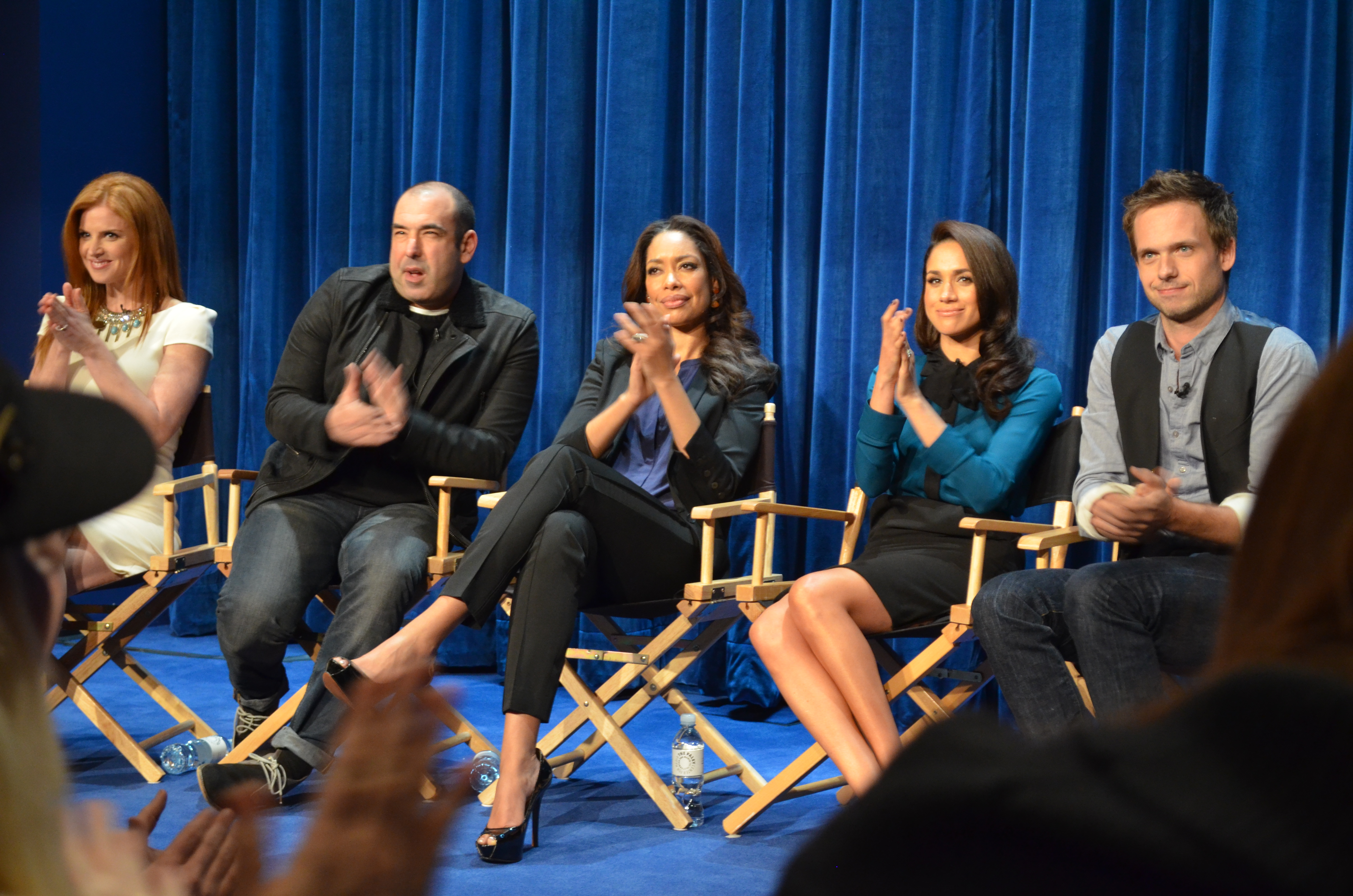
Markle (second from right) with the rest of the Suits cast at the Paley Center for Media in 2013

Vào tháng 7 năm 2011, Markle tham gia dàn diễn viên của bộ phim American Network show Suits, đóng vai Rachel Zane. Nhân vật bắt đầu như là một luật sư tập sự và cuối cùng đã trở thành một luật sư. Markle hoàn thành vai diễn vào mùa thứ bảy của loạt phim đó vào cuối năm 2017. Theo một phê bình trong The Irish Times, Markle khéo léo và chủ động định vị lại nhân vật của mình từ sự khéo léo đến lương tâm đạo đức và mang đến cho người xem vai diễn độc đáo của một cô con gái, có người cha người Mỹ gốc Phi đang ở vị trí có thể nâng đỡ sự nghiệp của mình. phá vỡ một số "rào cản vô hình" về chủng tộc và giới tính. Cô xuất hiện trong hai bộ phim năm 2010, Get Him to the Greek và Remember Me, và một bộ phim 2011, Horrible Bosses. Cô cũng xuất hiện trong các tập phim của Cuts; Love, Inc.; 90210; Knight Rider; Without a Trace; The League; và Castle.

## Đời tư
Meghan Markle bắt đầu hẹn hò với Trevor Engelson, diễn viên kiêm nhà sản xuất phim vào năm 2004. Họ kết hôn ở Ocho Rios, Jamaica, vào ngày 10 tháng 9 năm 2011. Tuy nhiên, họ đã ly dị vào tháng 8 năm 2013.
Vào tháng 6 năm 2016, Markle bắt đầu một mối quan hệ với Vương tôn Harry, khi đó đứng thứ năm trong danh sách kế vị ngai vàng của Anh. Vương tôn Harry và Markle gặp nhau trong một cuộc hẹn mà một người bạn chung của hai người đề nghị. Báo chí bắt đầu viết về mối quan hệ giữa hai người vào tháng 10 năm 2016. Vào ngày 8 tháng 11 năm 2016, thư ký truyền thông của gia đình hoàng gia Anh đã đưa ra một tuyên bố chính thức đề cập đến "làn sóng lạm dụng và quấy rối" hướng tới Markle. Bản tuyên bố mô tả các chủ đề tình dục, phân biệt chủng tộc và phỉ báng nhắm vào cô. Trong một cuộc phỏng vấn tháng 9 năm 2017 của tạp chí Vanity Fair, Markle lần đầu tiên thổ lộ trước công chúng về tình yêu của cô dành cho Vương tôn Harry. Cuối tháng đó, họ xuất hiện trước công chúng lần đầu tiên với sự tham gia của hoàng gia chính thức tại Invictus Games ở Toronto.
Vào ngày 27 tháng 11 năm 2017, Harry đã công bố đính hôn với cô và hai người tổ chức hôn lễ vào ngày 19 tháng 5 năm 2018.

## Tước vị
- 4 tháng 8 năm 1981 - 19 tháng 5 năm 2018: Rachel Meghan Markle
- 19 tháng 5 năm 2018 - nay: Công tước phu nhân xứ Sussex Điện hạ
- tại Scotland: Bá tước phu nhân xứ Dumbarton Điện hạ

Năm 2018 khi Meghan kết hôn với Vương tử Harry và được phong danh hiệu Công tước xứ Sussex, Harry trở thành người thứ hai được phong tước hiệu này và Meghan trở thành người phụ nữ đầu tiên trở thành Công tước phu nhân xứ Sussex thông qua cuộc hôn nhân hợp pháp với chồng.

## Sự nghiệp điện ảnh

### Truyền hình
| Năm       | Tên                                    | Vai diễn                       | Notes                                                                                                |
| --------- | -------------------------------------- | ------------------------------ | --- |
| 2002      | General Hospital                       | Jill                           | 1 episode (aired ngày 14 tháng 11 năm 2002)                                                          |
| 2004      | Century City                           | Natasha                        | "A Mind is a Terrible Thing to Lose" (season 1: episode 4)                                           |
| 2005      | Cuts                                   | Cori                           | "My Boyfriend's Back" (season 1: episode 5)                                                          |
| 2005      | Love, Inc.                             | Teresa Santos                  | "One on One" (season 1: episode 9)                                                                   |
| 2006      | 1 vs. 100                              | Herself                        | Mob member number 7                                                                                  |
| 2006      | The War at Home                        | Susan                          | "The Seventeen-Year Itch" (season 1: episode 17)                                                     |
| 2006      | CSI: NY                                | Veronica Perez                 | "Murder Sings the Blues" (season 3: episode 7)                                                       |
| 2006      | Deceit                                 | Gwen                           | TV film                                                                                              |
| 2007      | Deal or No Deal                        | Herself                        | Holder of Case #24; 34 episodes                                                                      |
| 2008      | Good Behavior                          | Sadie Valencia                 | TV film                                                                                              |
| 2008      | 90210                                  | Wendy                          | "We're Not in Kansas Anymore" (season 1: episode 1) "The Jet Set" (season 1: episode 2)              |
| 2008      | 'Til Death                             | Tara                           | "Joy Ride" (season 3: episode 2)                                                                     |
| 2008      | The Apostles                           | Kelly Calhoun                  | TV film                                                                                              |
| 2009      | Knight Rider                           | Annie Ortiz                    | "Fight Knight" (season 1: episode 14)                                                                |
| 2009      | Without a Trace                        | Holly Shepard                  | "Chameleon" (season 7: episode 15)                                                                   |
| 2009      | Fringe                                 | Junior FBI Agent Amy Jessup    | "A New Day in the Old Town" (season 2: episode 1) "Night of Desirable Objects" (season 2: episode 2) |
| 2009      | The League                             | Random Girl                    | "The Bounce Test" (season 1: episode 2)                                                              |
| 2010      | CSI: Miami                             | Officer Leah Montoya           | "Backfire" (season 8: episode 20)                                                                    |
| 2010      | The Boys & Girls Guide to Getting Down | Dana                           | TV film                                                                                              |
| 2011–2018 | Suits                                  | Rachel Zane                    | Series regular (seasons 1–7)                                                                         |
| 2012      | Castle                                 | Charlotte Boyd/Sleeping Beauty | "Once Upon a Crime" (season 4: episode 17)                                                           |
| 2014      | When Sparks Fly                        | Amy Peterson                   | Hallmark Channel TV film                                                                             |
| 2016      | Dater's Handbook                       | Cassandra Brand                | Hallmark Channel TV film                                                                             |

### Phim
| Năm  | Tên                   | Vai diễn           | Notes                        |
| ---- | --------------------- | ------------------ | ---------------------------- |
| 2005 | A Lot like Love       | Passenger on plane |                              |
| 2010 | Remember Me           | Megan              |                              |
| 2010 | Get Him to the Greek  | Tatiana            | Uncredited                   |
| 2010 | The Candidate         | Kat                | Short film                   |
| 2011 | Horrible Bosses       | Jamie              |                              |
| 2012 | Dysfunctional Friends | Terry              |                              |
| 2013 | Random Encounters     | Mindy              | UK Title: A Random Encounter |
| 2015 | Anti-Social           | Kirsten            |                              |